# Temporada 1942-1943 del Club Joventut Badalona
La temporada 1942-1943 va ser la 4a temporada en actiu del Club Joventut Badalona des que va començar a competir de manera oficial.

## Resultats
Campionat de Catalunya
Aquesta va ser la segona temporada en que el Joventut participava en la màxima categoria del Campionat de Catalunya, finalitzant la competició en quarta posició.
Copa General Orgaz
A vuitens de final de la Copa General Orgaz es va guanya el CD Manresa per 43-28 i 28-21. A quarts de final es va eliminar l'Espanyol amb un global de 57-55. A semifinals es va caure davant del FC Barcelona per diferència de punts (48-51).

## Plantilla
La plantilla del Joventut aquesta temporada va ser la següent:
| Club Joventut Badalona: plantilla 1942-43 |
| Jugadors                                  |
| Valls                                     |
| Baró                                      |
| Vicenç Lleal                              |
| Josep Gubern                              |
| Enric Compte                              |
| Llopes                                    |
| Traité                                    |
| Salvador Riera                            |
| Petit                                     |
| Domingo                                   |
| Entrenador                                |
| Lluís Antoja                              |